# Otto Wagner
Otto Koloman Wagner (Penzing, 13 de julio de 1841-Viena, 11 de abril de 1918) fue un arquitecto austríaco.

## Biografía
Wagner nació en Penzing, un suburbio de Viena. Estudió en Berlín y Viena. En 1864, comenzó a diseñar sus primeros edificios en estilo historicista. A mediados y finales de la década de los años 1880, como muchos de sus contemporáneos en Alemania (tales como Constantin Lipsius, Richard Streiter y Georg Heuser), Suiza (Hans Auer y Alfred Friedrich Bluntschli) y Francia (Paul Sédille), Wagner se convirtió en un defensor del «Realismo arquitectónico». Era una posición teórica que le permitía mitigar la dependencia de las formas históricas. En 1894, cuando se convirtió en profesor de Arquitectura en la Academia de Bellas Artes de Viena, había avanzado mucho en este sentido hacia una oposición más radical a las corrientes entonces predominantes de arquitectura historicista.
En su primera época su estilo se caracterizó por la robustez y la sobriedad clásica. Más tarde recibió el encargo de la ampliación de Viena, del cual solo realizó una parte. A mediados de la década de los noventa, ya había diseñado varios edificios en Jugendstil. Wagner estaba muy interesado en el planeamiento urbanístico —en 1890 diseñó un nuevo plano para la ciudad de Viena, pero solo se construyó la red de ferrocarril urbano, el Wiener Stadtbahn. En 1896 publicó un libro de texto titulado Arquitectura Moderna en la que expresaba sus ideas sobre el papel del arquitecto; se basaba en el texto de su discurso inaugural de ingreso en la Academia del año 1894. Su estilo incorporó el uso de nuevos materiales y nuevas formas para reflejar el hecho de que la propia sociedad estaba cambiando. En su libro de texto, afirmaba que las "nuevas tareas y perspectivas humanas exigían un cambio o reconstitución de formas preexistentes". En la búsqueda de este ideal, él diseñó y construyó estructuras que reflejaban la función pretendida, como el austero bloque de apartamentos Neustiftgasse en Viena.
Fue maestro y amigo de Adolf Loos, Josef Hoffmann , J. Olbrich y Jože Plečnik. Defendió a los jóvenes artistas de la Sezession, y se acercó a sus postulados en obras como las estaciones de metro de Viena.
En la construcción de la Caja Postal de Ahorros de Viena (1904-1906) se muestra como un auténtico precursor del racionalismo arquitectónico.
En 1897, Otto Wagner, Gustav Klimt, Joseph Maria Olbrich, Josef Hoffmann y Koloman Moser fundaron el grupo artístico llamado la «Secesión de Viena». De las ideas de este grupo desarrolló un estilo que incluía referencias cuasi-simbólicas a las nuevas formas de modernidad.

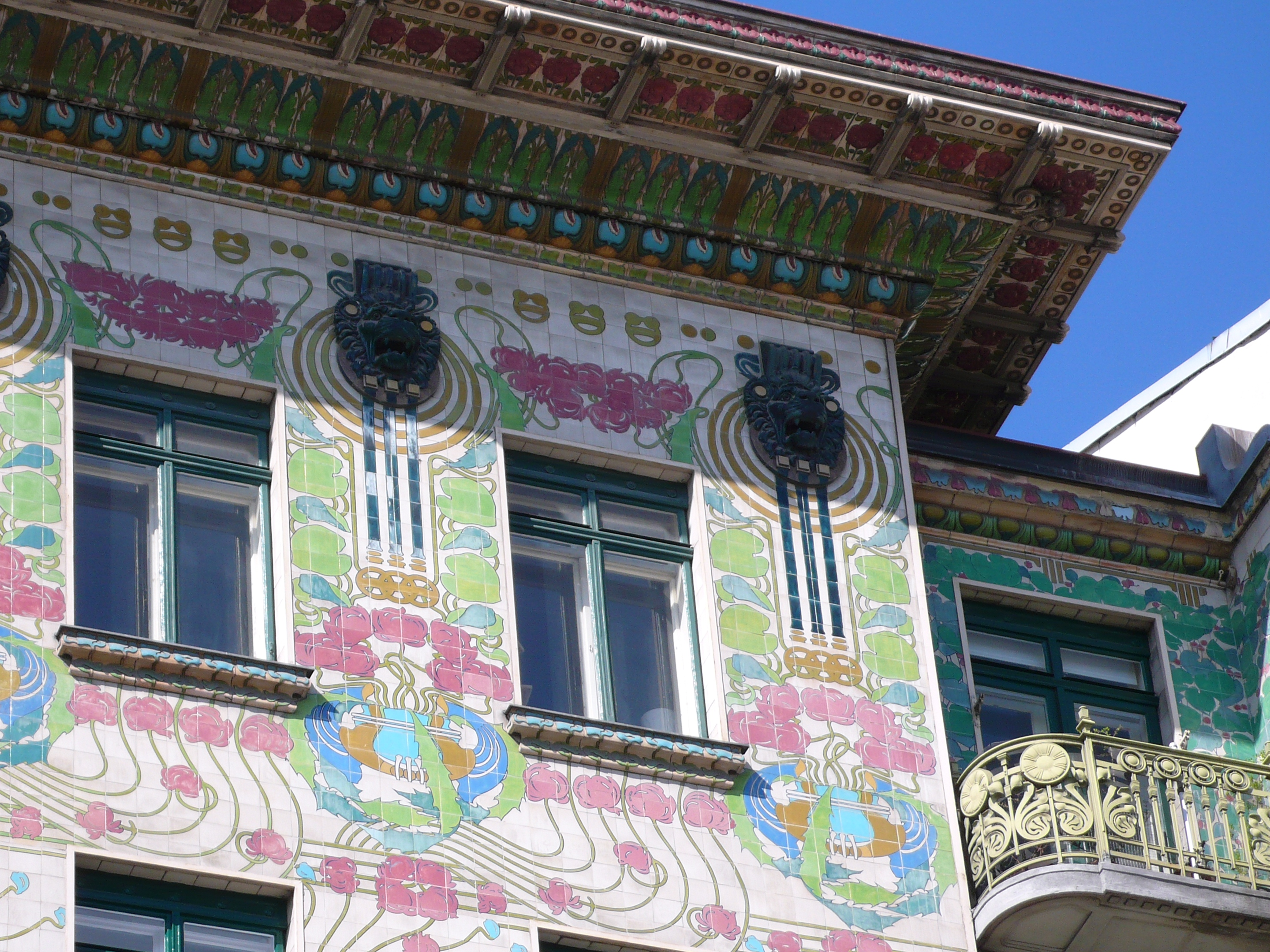
Detalle de la Majolikahaus

Wagner murió en Viena en 1918.

## Influencia
Este arquitecto ha influido en la obra de otros arquitectos coetáneos suyos, que han heredado su estilo vanguardista de finales del siglo XIX. Entre ellos, y destacando un arquitecto español, se encuentra Antonio Palacios; de los mejores exponentes de esta influencia es el Hospital de Jornaleros que diseñó y construyó en Madrid.

## Obras
- Compuertas, Nußdorf, Viena, construidas en 1894
- Estaciones de metro en Viena (1894-1899).
- Majolikahaus (Casa de Mayólica), Viena (1898-1900).
- Caja Postal de Viena (1904-1906).
- Iglesia Steinhof, Viena (1903-1907).
- Sinagoga de Rumbach, Budapest (1872).

## Galería

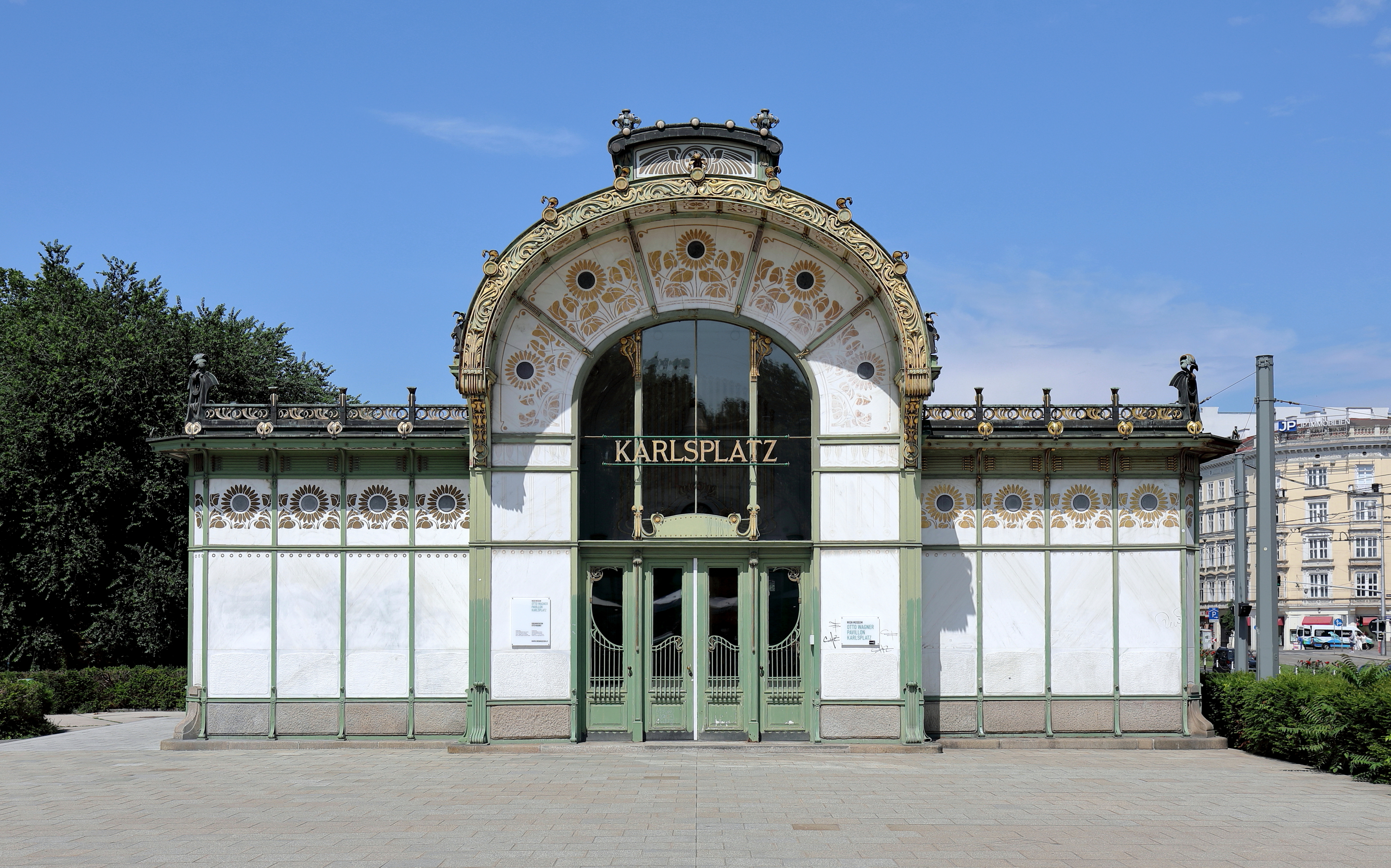
Estación de Metro en Karlsplatz. Viena
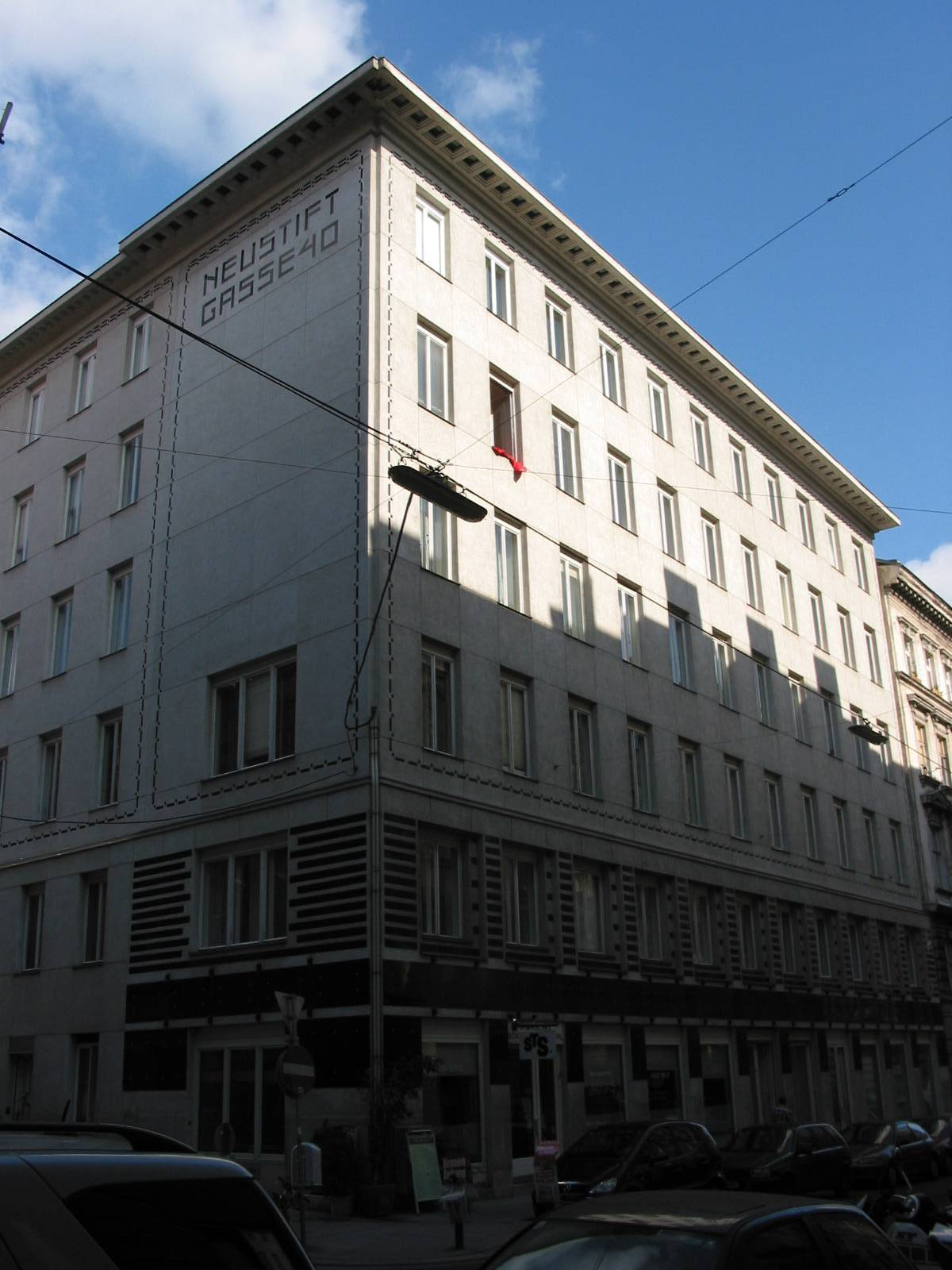
Wohnhaus en el Neustiftgasse, Viena
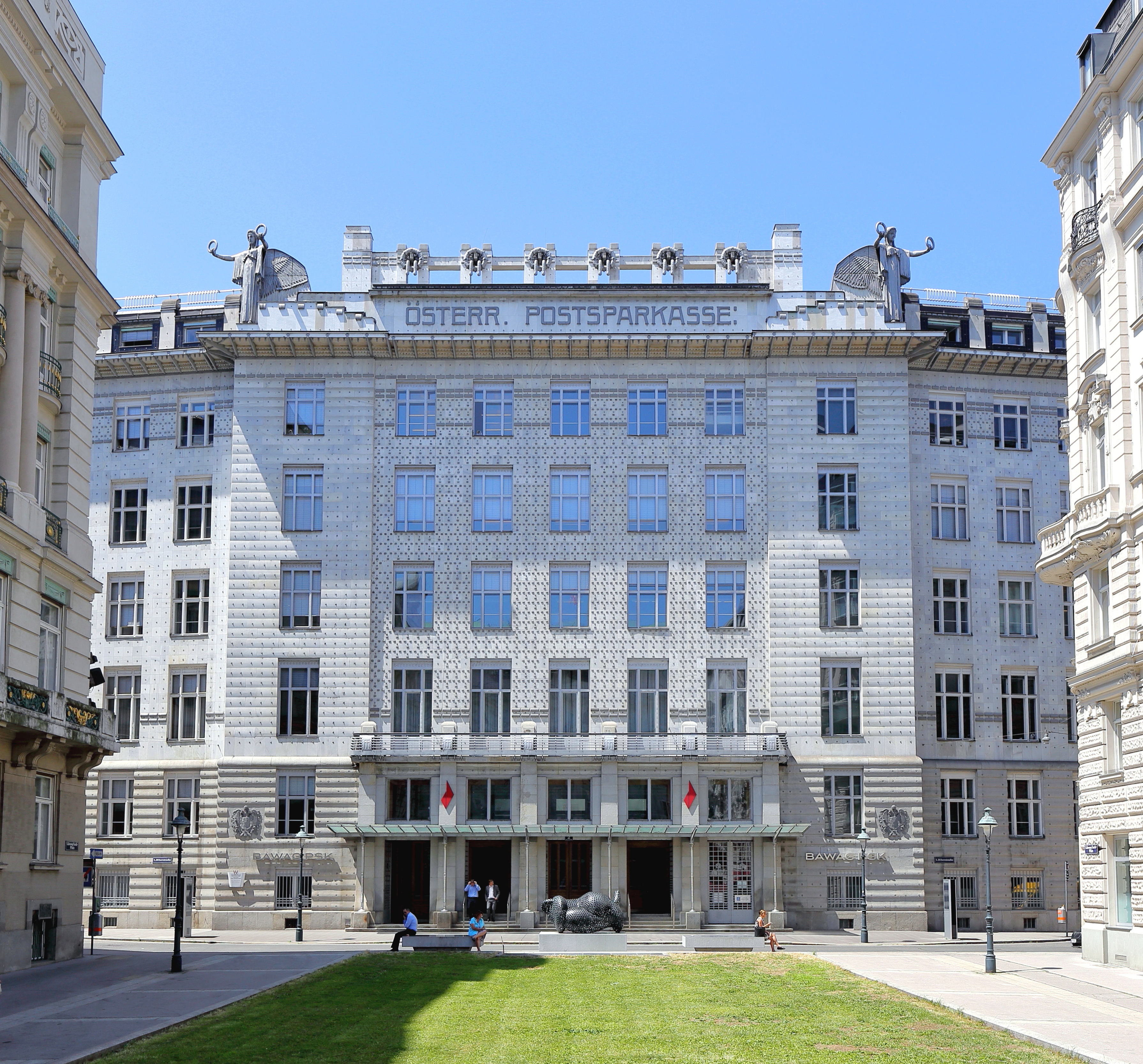
Postsparkasse
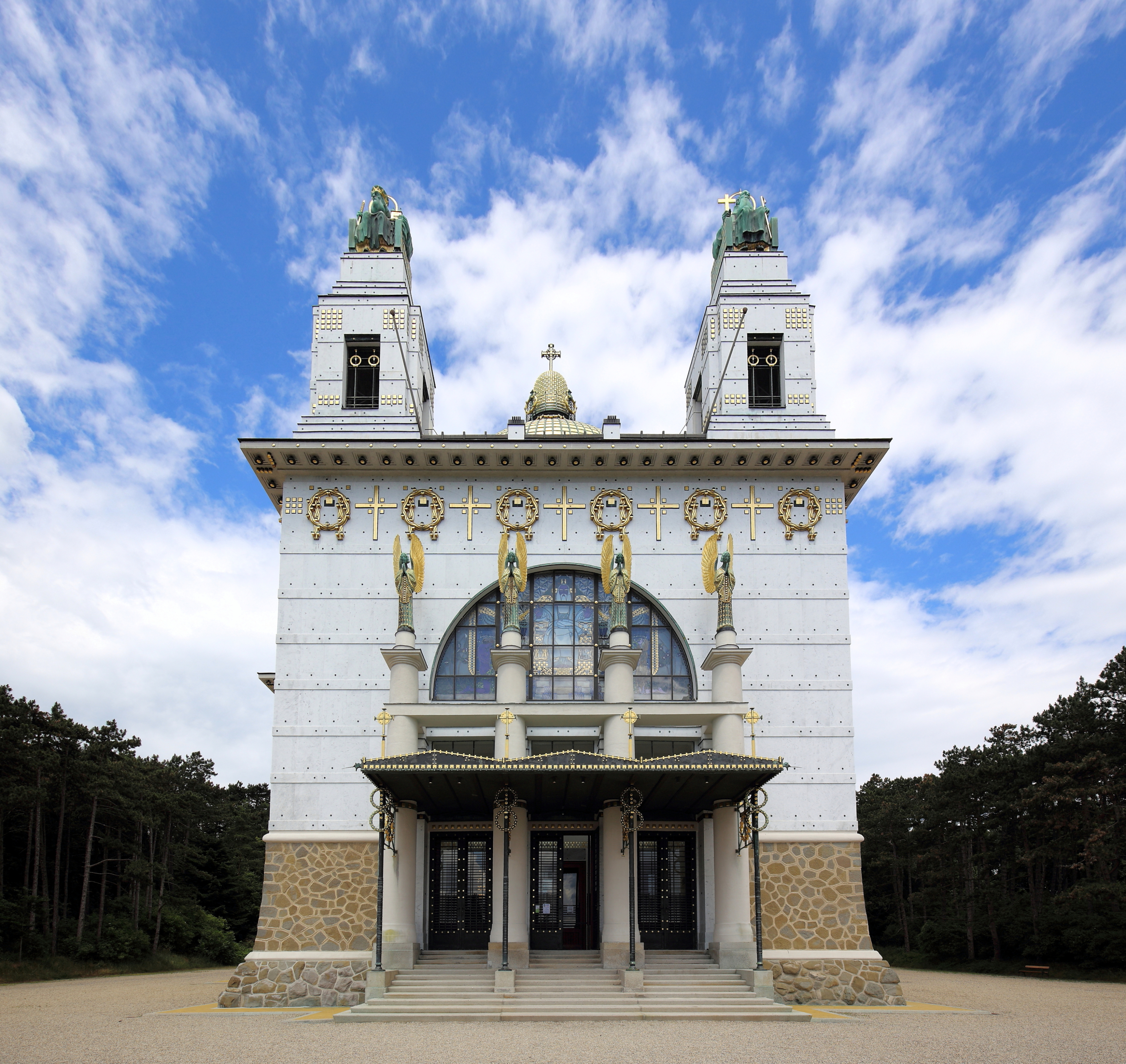
Iglesia de San Leopoldo, en Steinhof
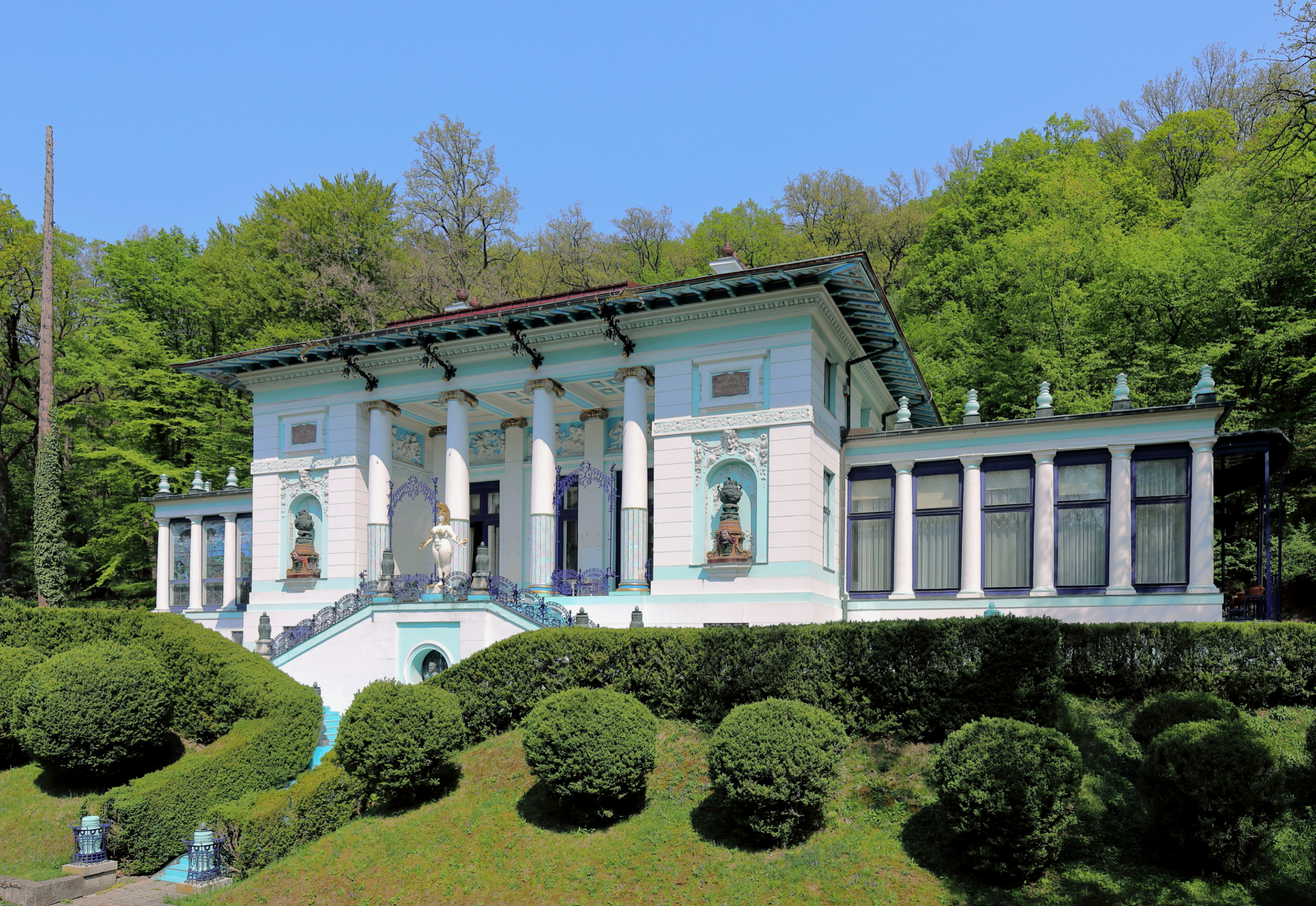
Villa Otto Wagner I 1886-1888
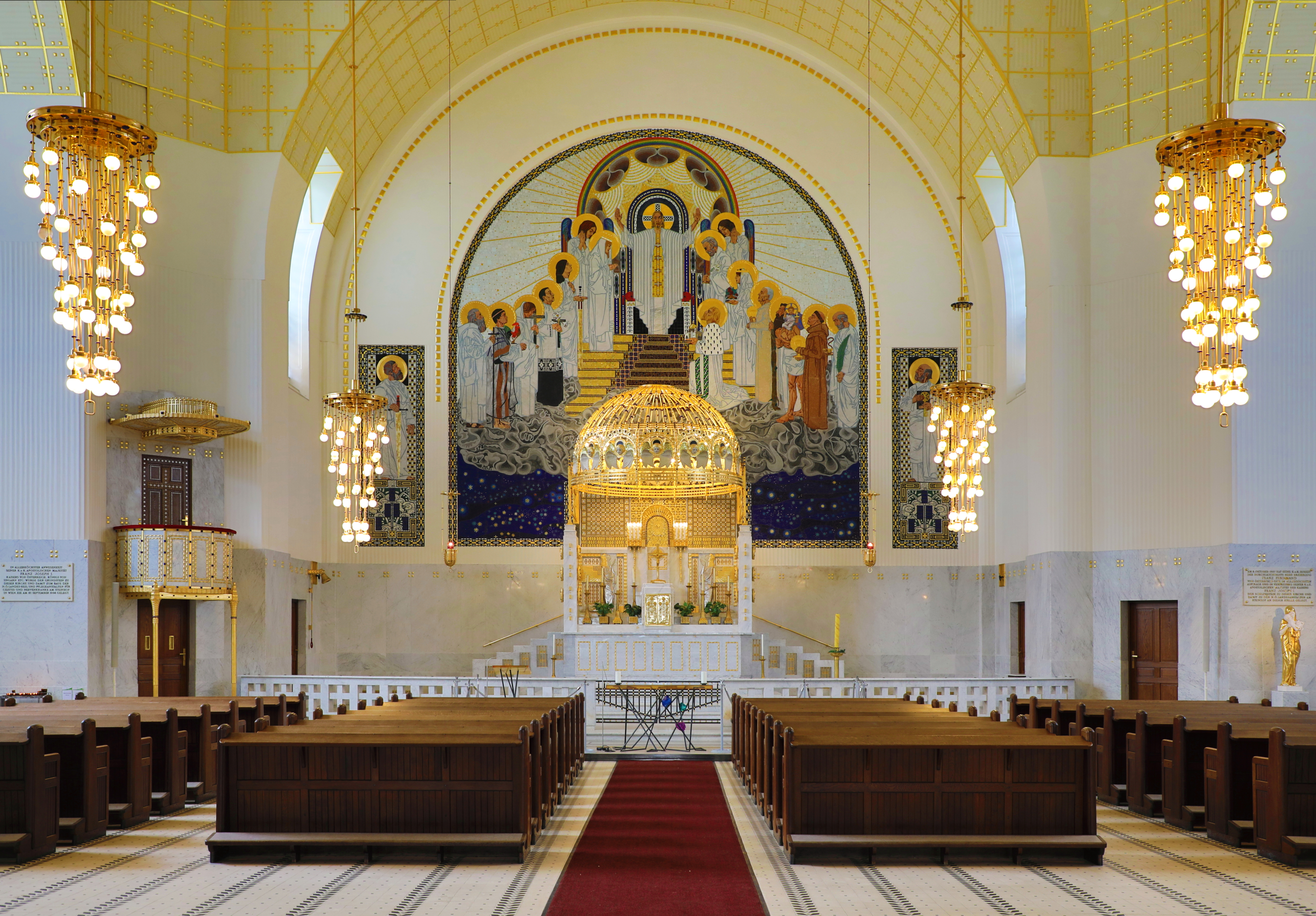
Iglesia de Otto Wagner (Steinhof) 1904-1907
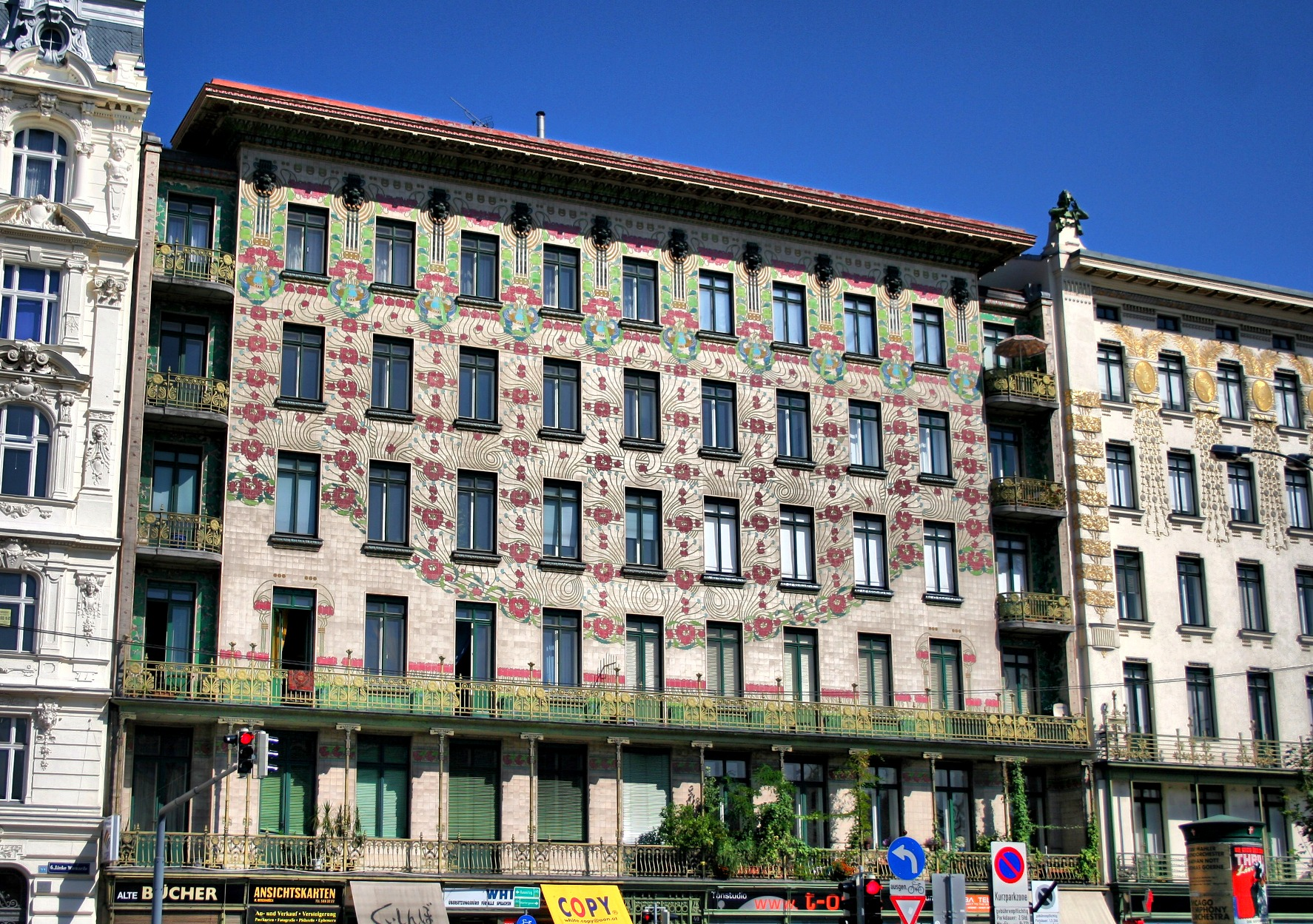
Casa Majolica (Majolika Haus) Viena 1898-1899

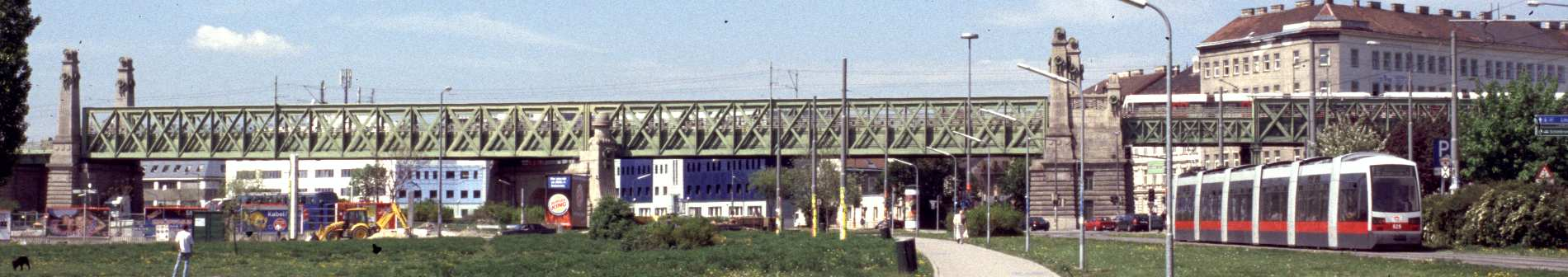
Puente del Metro de Viena.